# Ciencia y tecnología en el Perú
El desarrollo de la ciencia y la tecnología en el Perú, pese a las dificultades derivadas de la escasez de recursos y la falta de apoyo de los gobiernos, ha tenido logros específicos. A lo largo de la historia, han destacado muchos científicos en el Perú, en diversas ramas de la ciencia, las más de veces relacionadas con las peculiaridades del país. Por ejemplo, en medicina, con el estudio de las enfermedades como la verruga peruana (obra de Daniel Alcides Carrión y Alberto Barton); y el mal de altura (mérito de Carlos Monge Medrano); la geografía, con la determinación de los pisos ecológicos del Perú (Javier Pulgar Vidal). En matemáticas es menester mencionar a Federico Villarreal que descubrió el método para elevar un polinomio cualquiera a una potencia cualquiera; y en la física a Pedro Paulet, pionero de la astronáutica, y a Santiago Antúnez de Mayolo, que predijo la existencia del neutrón. 
Existe el Consejo Nacional de Ciencia, Tecnología e Innovación (CONCYTEC) como organismo encargado de desenvolver el conjunto de políticas, planes y programas para la investigación, desarrollo e innovación (I+D+i) en el Perú.
Actualmente, y restringiendo al contexto sudamericano, el Perú se halla rezagado en cuanto a investigación y desarrollo (I+D), siendo solo 0.16% del PBI la inversión en I+D al 2022.  Según Scopus, una base de datos bibliográfica de resúmenes y citas de artículos de revistas científicas, el Perú se posiciona en el lugar número 59 del mundo en materia de publicaciones científicas y séptimo entre los países de América Latina.
Según el Índice mundial de innovación, a cargo de la Organización Mundial de la Propiedad Intelectual, en 2024, Perú se ubicó en lugar 75 en innovación entre 133 países del mundo; mientras que en 2023 ocupó el lugar 76 y el lugar 65 en 2022.

## Historia

### Época prehispánica

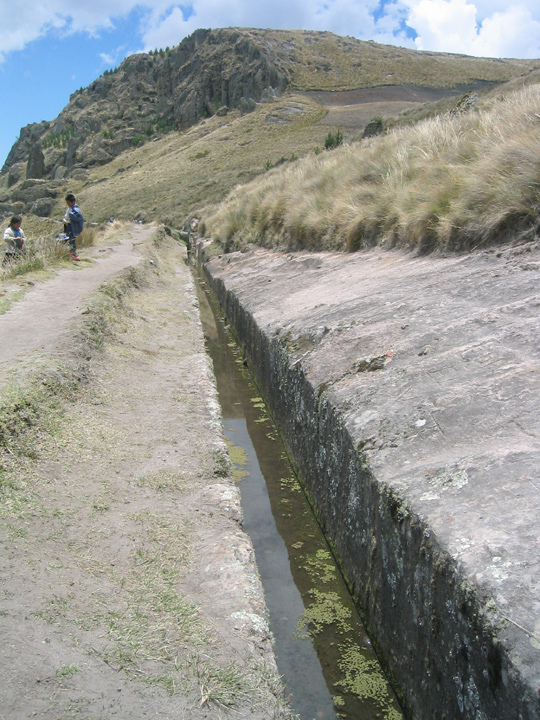
Acueducto de Cumbemayo.

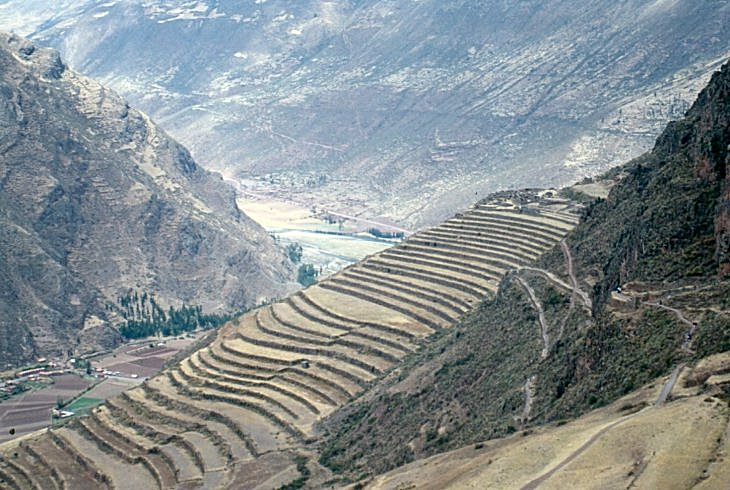
Andenes en el Valle Sagrado de los Incas (Písac).

Quipu incaico

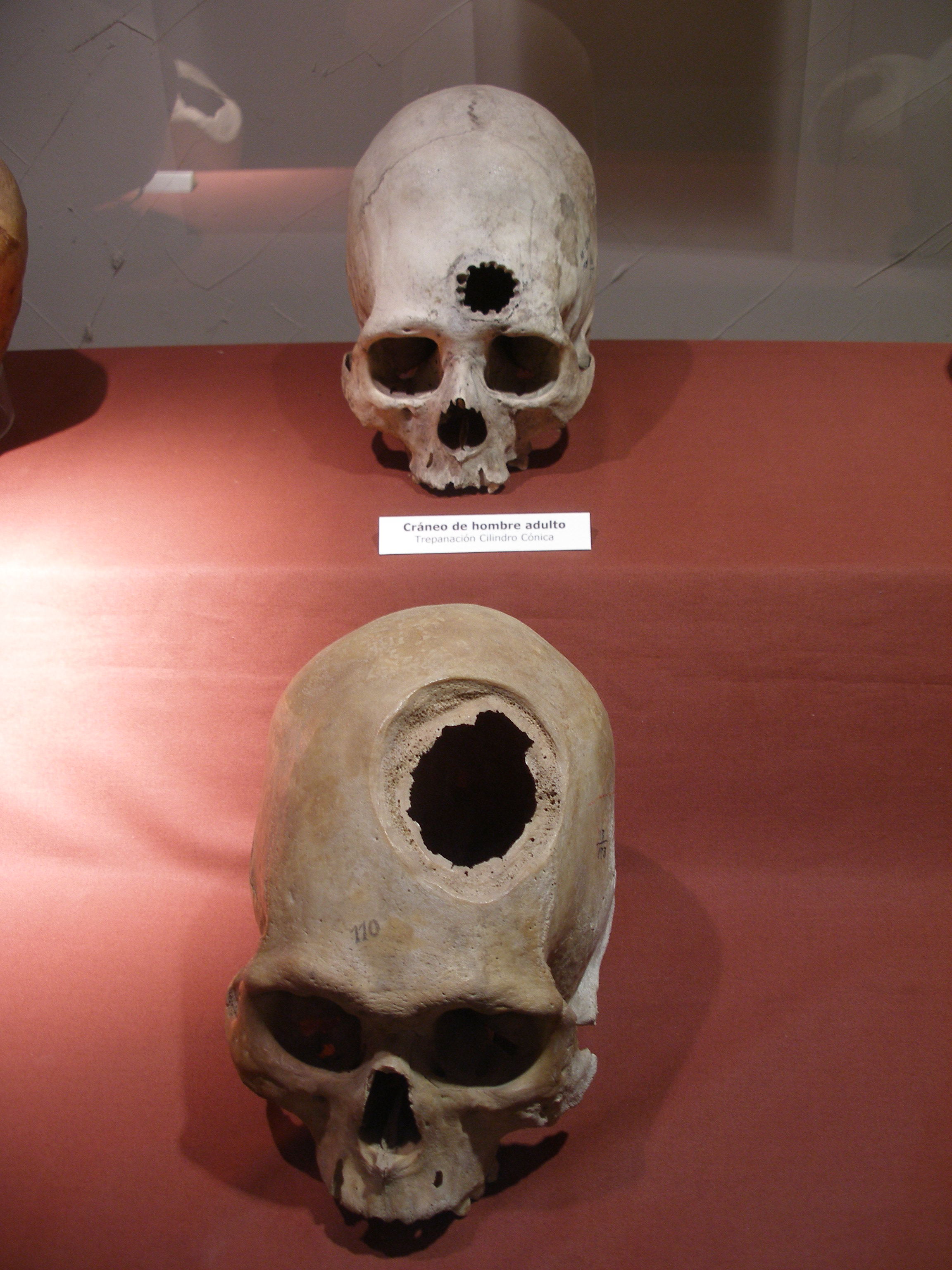
Cráneos incas con señales evidentes de trepanación. Obsérvese el crecimiento del tejido óseo alrededor del corte, lo que indica que el paciente sobrevivió a la operación.

Los pueblos del Antiguo Perú desarrollaron diversas ramas de las ciencias como la astronomía, las matemáticas y la medicina, y tuvieron grandiosas realizaciones técnicas en la agricultura, la hidráulica y la arquitectura. Sobre el desarrollo de la ciencia en la época precolombina, debemos señalar que más que ciencia en el sentido moderno, se trataba en realidad de conocimientos empíricos que se consolidaron a través de milenios de experiencia, y que tuvieron un carácter eminentemente práctico. Es lo que se conoce como etapa precientífica, por la que han pasado todas las civilizaciones del mundo, y que antecede al desarrollo de la ciencia propiamente dicha, que solo empieza en Europa a partir del siglo XVII, en el seno de la civilización occidental y cristiana.
En astronomía, los antiguos peruanos contaron con observatorios astronómicos situados en los templos o santuarios, a cargo de sacerdotes, que observaban permanentemente el cielo, especialmente el ciclo del Sol y la Luna. De ello hay evidencias en todas las culturas del Antiguo Perú. Mediante esa observación crearon un calendario solar de 12 meses, cada uno representado con una festividad. Pero a los meses los ponderaban según las fases de la luna. Para definir los meses del año contaban con la ayuda de un instrumento, la Intihuatana, un espigón o punta de piedra que se yergue sobre otras más o menos planas; el indicativo era la sombra que proyectaba esa piedra a lo largo del curso solar en un año calendárico. También se lo usaba para definir las horas de un día.
En aritmética, todos sus cálculos se basaron en el sistema numérico decimal. Para sus operaciones usaban dos tecnologías: el ábaco o yupana, en forma de tablero; y los quipus, un ingenioso método a base de cuerdas y nudos. Este último es una herencia cultural milenaria, pues en Caral se descubrieron ejemplares de 5000 años de antigüedad. Algunos autores sostienen que con esa misma técnica se conservaban datos históricos.
En geometría, si bien fue más práctica que teórica, demostraron ser asombrosamente exactos, como se corroborra en la construcción de canales, caminos y edificios. Todas las edificaciones de las llactas o ciudades (plazas, calles y barrios) se hallan bien distribuidas. Conocieron la plomada para nivelar las paredes de los edificios.  El ensamblado perfecto de las piedras de los edificios incaicos indican sin lugar a dudas la aplicación de cálculos físicos y matemáticos rigurosos. 
En medicina se usaron una diversidad de hierbas medicinales y plantas alucinógenas de todas las regiones, cuyo conocimiento ha llegado en parte hasta nuestros días a través de la medicina tradicional andina. También usaron medicinas de origen animal (como el sebo) y mineral. El Inca Garcilaso de la Vega asegura que praticaron la sangría para el alivio de ciertos males, y que usaron purgantes y vomitivos para la expulsión de parásitos y otros humores.
Se tiene también evidencias del desarrollo de la cirugía. Desde la época de la cultura paracas se realizaban intervenciones quirúrgicas, como trepanaciones, con el propósito de eliminar fragmentos de huesos o armas, que quedaban incrustadas en el cráneo, luego de accidentes o enfrentamientos bélicos. Se ha descubierto incluso el instrumental usado, entre los que destaca el tumi o cuchillo con hoja en forma de medialuna, así como evidencias del uso de gasas y vendas. Se sabe también que supieron curar fracturas de huesos de la extremidades. Un caso registrado en una crónica española, cuenta sobre la curación de un indio con fractura de tibia con hueso expuesto, realizado por un viejo curandero incaico, que utilizó, por todo material, zumos de hierbas medicinales, hilos y entablillados, ante el asombro de los españoles, que en un principio, al ver la gravedad de la fractura, habían creído necesaria la amputación.
En cuanto a las tecnologías como la agrícola y la hidráulica, los antiguos peruanos fueron mucho más desarrollados que el resto de las culturas precolombinas de América. Los mayas no pasaron de quemar bosques para ampliar sus terrenos de cultivo; en cambio, los antiguos peruanos conocieron una serie de tecnologías para ganar terrenos de cultivo, como los andenes o terrazas, los waru waru o camellones, los huachaques u hoyas, las cochas o pozas secas, etc., así como el uso de abonos o fertilizantes (guano de islas, estiércol de llama y cuy). Contaron también con laboratorios para  mejorar las especies, como el que se encuentra en Moray, donde al parecer se llevaron a cabo experimentos de cultivos a diferentes alturas. También los antiguos peruanos poseyeron la única ganadería de la América precolombina, la de los camélidos sudamericanos, y conocieron técnicas para la conservación de alimentos como los tubérculos (chuño, tocosh y papa seca) y la carne (charqui). La ingeniería hidráulica de los preincas, que adoptaron los incas, era también muy avanzada; hasta hoy siguen en uso muchos canales de regadío y acueductos prehispánicos.

### Época colonial
El arribo de los españoles al Perú implicó la llegada de la cultura occidental o europea. En 1551, se funda en Lima la primera universidad del Perú y América. Fue en Europa donde se forjó la revolución científica y como signo de esa época, en el siglo XVIII llegaron a la América española las llamadas Expediciones Científicas, cuyo propósito era hacer estudios de la realidad física y biológica de las tierras americanas, pero a la vez muchos de sus integrantes realizaron valiosas observaciones de la sociedad, las costumbres y otros interesantes aspectos de la vida colonial.
En las postrimerías de la Colonia, la investigación científica se limitó a identificar los productos naturales que debían ser explotados. Una de las primeras eminencias científicas peruanas de esa época fue el sabio Hipólito Unanue, fundador de la Escuela de Medicina de San Fernando (actual Facultad de Medicina de la Universidad Nacional Mayor de San Marcos) y autor de una obra que versa sobre las observaciones del clima de Lima y su influencia en los seres vivos, entre otros escritos científicos.

### Época republicana
Durante el siglo XIX, marcado con el nacimiento de la República, el avance en las diferentes disciplinas de las ciencias peruanas fue notable pero desigual. Sin embargo, casi siempre se trató de pioneros científicos y de sus seguidores, más que de comunidades científicas consolidadas. En ese contexto hay que mencionar los aportes a la geología de Mariano Eduardo de Rivero y Ustariz,  la renovación de la enseñanza de la medicina bajo el impulso del doctor Cayetano Heredia y la investigación de la enfermedad de la verruga peruana por obra de Daniel Alcides Carrión, mártir de la medicina peruana (1885).
En 1866 se creó la Facultad de Ciencias en la Universidad Mayor de San Marcos. En 1876 se fundó la Escuela Nacional de Ingenieros, otra institución importante para el desarrollo de la ciencia en el Perú. Su organización estuvo a cargo del ingeniero polaco Eduardo de Habich. A partir de 1955 la Escuela se convirtió en la Universidad Nacional de Ingeniería. En el estudio de las ciencias naturales destacó un sabio venido de Italia, Antonio Raimondi. Surgieron también instituciones científicas, pero este desarrollo se vio truncado por la Guerra del Pacífico.
Durante la Reconstrucción Nacional, la promoción que hizo de la ciencia el positivismo fue una de los factores culturales más importantes en la recuperación del Perú. Se consideraba que el desarrollo científico era primordial para el progreso. En 1888 se fundó la Sociedad Geográfica de Lima, que dependía del Ministerio de Relaciones Exteriores, y que promovió las exploraciones naturalistas, la explotación de los recursos naturales y la demarcación interior y exterior del territorio peruano. En ese mismo año nació la  Academia Nacional de Medicina, que contó entre sus miembros a los ilustres doctores Manuel Odriozola Romero y José Casimiro Ulloa. En el campo de las ciencias exactas destacó sobresalientemente Federico Villareal, catedrático de San Marcos, que efectuó contribuciones originales al desarrollo tanto de las matemáticas como de la ingeniería.
A comienzos del siglo XX la investigación en el Perú empezó a recuperarse gracias al crecimiento de la economía impulsada por la República Aristocrática y el apoyo cultural de corrientes como el positivismo y el indigenismo. Se desarrollaron nuevas profesiones como la ingeniería agrícola gracias a la llegada de una misión belga que organizó la Escuela de Agricultura, hoy Universidad Nacional Agraria La Molina.
En el campo de la botánica, es de destacar la labor del profesor alemán Augusto Weberbauer. En la medicina, los estudios del doctor Carlos Monge Medrano sobre el mal de altura. En bacteriología, la labor de Alberto Barton en la identificación del agente patógeno de la enfermedad de Carrión. También se desarrolló la psiquiatría por obra de Honorio Delgado, quien inicialmente tuvo un gran interés por el psicoanálisis y tuvo correspondencia con Sigmund Freud.
En cuanto a las políticas de salud pública, el Ministerio de Fomento, fundado en 1896, sentó sus bases hasta 1935,[cita requerida] cuando se fundó el Ministerio de Salud del Perú, durante el segundo gobierno de Óscar R. Benavides. Por los años 1930 y 1940, los gobiernos impulsaron una ambiciosa política de salud pública. Se crearon grandes hospitales como el Hospital Obrero y el Hospital del Empleado, se erradicaron enfermedades como la malaria. En 1938 se fundó la Academia Nacional de Ciencias Exactas, Físicas y Naturales del Perú, destinada a promocionar la investigación científica y a la difusión del conocimiento científico. Surgieron brillantes generaciones de médicos, muchos de los cuales se abocaron a la investigación.
A fines de los años 1950, el Perú contaba con un grupo de investigadores y médicos que auguraban un gran desarrollo de la ciencia. Algunas disciplinas se renovaron por la llegada de extranjeros o de peruanos que habían estudiado en el exterior. En 1957 surgió el Instituto Geofísico del Perú, que mejoró la dirección del Observatorio Carnegie de Huancayo. A principios de los años 1960 se fundó el Radio Observatorio de Jicamarca.
En los años 1960, surgieron en Lima nuevas universidades privadas y estatales, como la Cayetano Heredia, Lima y Federico Villarreal, y otras en provincias, como la de Arequipa y Trujillo, que ofrecieron oportunidades de estudio y profesionalización para médicos y científicos. En 1968 se creó un Consejo Nacional de Investigación (CONI), antecedente del actual CONCYTEC. Hasta esa época, el Perú tenía, en el contexto latinoamericano, indicadores competitivos en Investigación y Desarrollo, especialmente, aunque no exclusivamente, en los campos de la agricultura, la medicina, la biología y la geofísica.
No obstante, este desarrollo se vio truncado por la masificación de las universidades, que atentaba con la calidad de la enseñanza; por las políticas erradas del gobierno militar de los años 1970, que desalentaron el trabajo científico; y por la violencia terrorista de los años 1980.
El artículo 14º de la Constitución Política del Perú de 1993 establece que «Es deber del Estado promover el desarrollo científico y tecnológico del país».
Durante el gobierno de Ollanta Humala se planteó la creación de un Ministerio de Ciencia, Tecnología e Innovación, pero quedó solo como una buena intención. Igualmente, fue una promesa de la campaña electoral de 2021 que el gobierno de Pedro Castillo no llegó a cumplir.
Actualmente subsisten muchos problemas que dificultan un desarrollo competitivo de la ciencia y tecnología, a saber:
- La poca estima cultural por la investigación.
- La escasez de recursos.
- La fragilidad de la comunidad científica.
- La falta de continuidad de las instituciones.
- El poco contacto con el exterior.

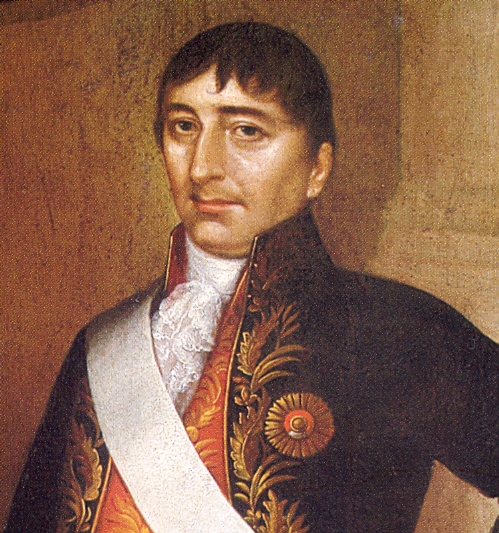
Hipólito Unanue
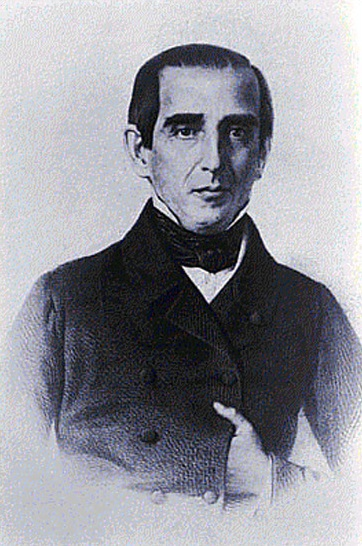
Cayetano Heredia
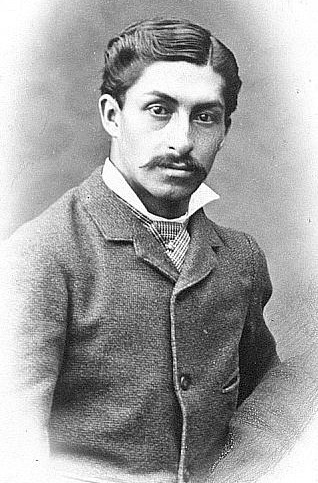
Daniel Alcides Carrión
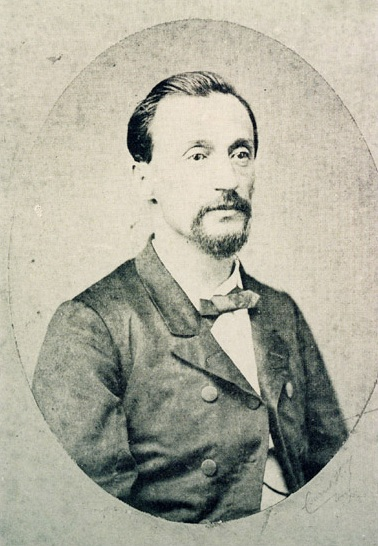
Antonio Raimondi
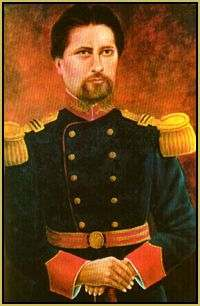
Pedro Ruiz Gallo
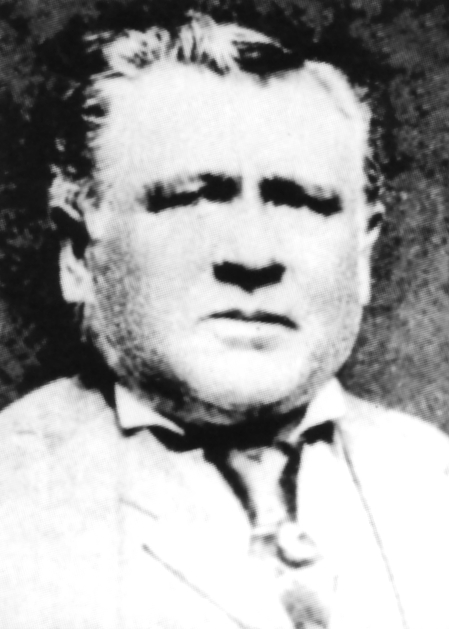
Sebastián Barranca
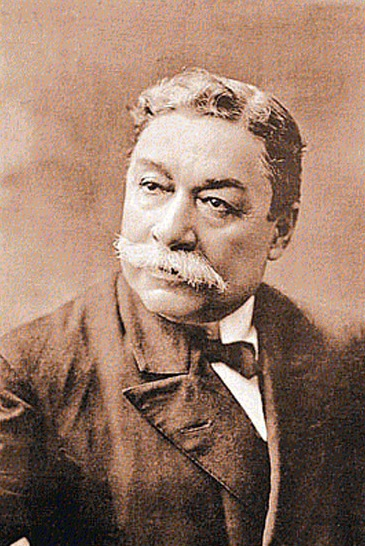
Federico Villarreal
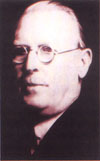
Alberto Barton
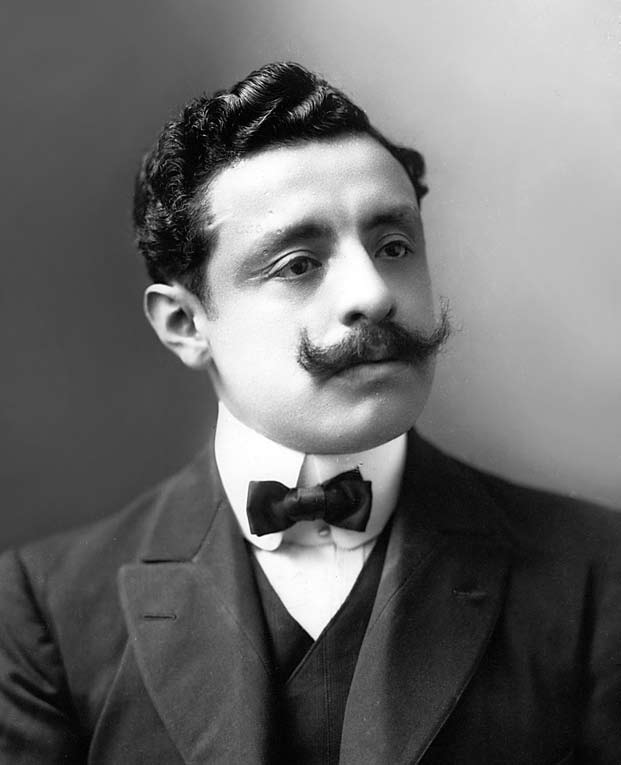
Pedro Paulet
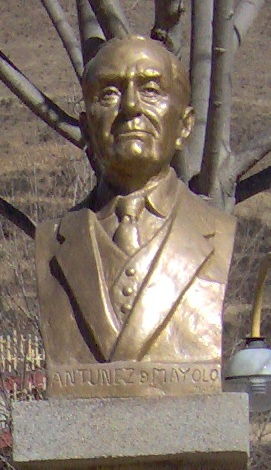
Santiago Antúnez de Mayolo

## Representantes de las ciencias en el Perú
Solo se mencionan a los más destacados.
| Especialidad         | Representantes             | Obras que realizó |
| -------------------- | -------------------------- | --- |
| Ciencias médicas     | Hipólito Unanue            | Fundó el anfiteatro anatómico y la escuela médica de San Fernando. Se preocupó por la salud del poblador limeño, escribiendo una obra llamada Observaciones sobre el clima de Lima. Propuso el establecimiento del cementerio general.             |
| Ciencias médicas     | Cayetano Heredia           | Fundador y primer decano de la Facultad de Medicina Humana "San Fernando". Se dedicó a formar profesionales en medicina. Reformó los estudios médicos instalando laboratorios, gabinetes, bibliotecas y otorgando becas a los mejores estudiantes. |
| Ciencias médicas     | Daniel Alcides Carrión     | Se sacrificó inoculándose el germen de la verruga peruana para estudiar el desarrollo del mal. Pudo así precisar su nosología, lo que fue de gran ayuda para posteriores investigadores.                                                           |
| Ciencias médicas     | Hermilio Valdizán          | Introdujo en el Perú tratamientos científicos acertados para los enfermos mentales. |
| Ciencias médicas     | Carlos Monge Medrano       | Contribuyó a la medicina mundial al realizar investigaciones sobre biología andina y la fisiología de la altura. Describió la sintomatología del mal de altura, que desde 1929 se denomina enfermedad de Monge.                                    |
| Ciencias médicas     | Honorio Delgado            | Se especializó en neuropsiquiatría estudiando las enfermedades mentales. Es considerado como uno de los mejores psiquiatras de América. |
| Ciencias médicas     | Alberto Barton             | Descubridor del agente etiológico de la enfermedad de Carrión o verruga peruana, que en su honor fue bautizado como Bartonella bacilliformis |
| Ciencias físicas     | Pedro Ruiz Gallo           | Proyectó la construcción de un aeroplano. Construyó un reloj que tocaba el Himno Nacional. |
| Ciencias físicas     | Pedro Paulet               | Diseñó en un motor industrial anticipándose a la propulsión aérea. Es considerado precursor de la era espacial. |
| Ciencias físicas     | Santiago Antúnez de Mayolo | Ingeniero y físico ancashino. Hizo estudios para la construcción de centrales hidroeléctricas. Propuso la existencia del neutrón y del positrón.                                                                                                   |
| Ciencias matemáticas | Federico Villarreal        | Realizó estudios de matemáticas publicando artículos y textos de gran importancia. Entre ellas: Procedimientos para elevar un binomio y un polinomio de una potencia cualquiera y Descubrimiento de teoremas.                                      |
| Ciencias matemáticas | Godofredo García           | Catedrático y rector de San Marcos. Fundó la Academia Nacional de Ciencias Exactas, Físicas y Naturales del Perú (1938). Obra: Ecuaciones exactas y soluciones exactas del movimiento y de las tensiones de los fluidos viscosos.                  |
| Ciencias matemáticas | Cristóbal de Losada y Puga | Autor del curso de Análisis Matemático. |
| Ciencias naturales   | Sebastián Barranca         | Realizó interesantes estudios en la minería, flora y fauna peruana. |
| Ciencias naturales   | Fortunato Herrera          | Realizó investigaciones sobre botánica, publicando un catálogo de plantas existentes en el Perú. |
| Ciencias naturales   | Antonio Raimondi           | Italiano que realizó estudios importantes sobre la naturaleza peruana. |
| Ciencias naturales   | Augusto Weberbauer         | Alemán que reunió datos valiosísimos sobre la flora peruana descubriendo nuevas especies vegetales, siendo también autor del primer mapa geobotánico del Perú                                                                                      |

## Estructura institucional
Mediante la ley Nº 31250 se crea el Sistema Nacional de Ciencia, Tecnología e Innovación (SINACTI) como un sistema funcional del Poder Ejecutivo cuyo objetivo es asegurar el cumplimiento de las políticas públicas en materia de ciencia, tecnología e innovación (CTI), articulando las diversas actividades de las entidades de la administración pública, las empresas, organizaciones de la sociedad civil, la academia y los ciudadanos, que esten orientadas a alcanzar los objetivos del país en el ámbito de la CTI. La Política Nacional de Ciencia, Tecnología e Innovación (POLCTI) es el principal instrumento estratégico que orienta al SINACTI.
El SINACTI está conformado por un conjunto de actores públicos y privados organizados en tres niveles:
1. El nivel de definición estratégica de la POLCTI integrado por:
  - La Comisión Multisectorial de Ciencia, Tecnología e Innovación
  - La Comisión Consultiva de Ciencia, Tecnología e Innovación
  - El Consejo Nacional de Ciencia, Tecnología e Innovación (Concytec), como rector del SINACTI
2. El nivel de implementación de la POLCTI integrado por:
  - El Programa Nacional de Investigación Científica y Estudios Avanzados (PROCIENCIA)
  - El Programa Nacional de Desarrollo Tecnológico e Innovación (PROINNOVATE)
  - El Instituto Nacional de Calidad (INACAL)
  - Instituto Nacional de Defensa de la Competencia y de la Protección de la Propiedad Intelectual (INDECOPI)
  - Los programas nacionales de ciencia tecnología e innovación que se creen en el marco de la POLCTI
  - Otras entidades vinculadas, en lo que corresponda, conforme lo dispone la POLCTI
3. El nivel de ejecución de la POLCTI integrado por:
  - Las universidades, de acuerdo con lo establecido en el artículo 3 de la Ley 30220, Ley Universitaria
  - Empresas
  - Los institutos públicos de investigación
  - Centros de Innovación Productiva y Transferencia Tecnológica
  - Los consorcios regionales
  - Todas aquellas instituciones, personas naturales o jurídicas que realizan actividades de ciencia, tecnología e innovación

## Organismos y entidades ejecutoras

### Institutos públicos de Investigación (IPI)
- La Comisión Nacional de Investigación y Desarrollo Aeroespacial (CONIDA)
- El Instituto de Investigaciones de la Amazonía Peruana (IIAP)
- El Instituto del Mar del Perú (IMARPE)
- El Instituto Geofísico del Perú (IGP)
- El Instituto Geográfico Nacional (IGN)
- El Instituto Geológico Minero y Metalúrgico (INGEMMET)
- El Instituto Nacional de Investigación en Glaciares y Ecosistemas de Montaña (INAIGEM)
- El Instituto Nacional de Innovación Agraria (INIA)
- El Instituto Nacional de Investigación y Capacitación de Telecomunicaciones (INICTEL)
- El Instituto Nacional de la Salud (INS)
- El Servicio Nacional de Meteorología e Hidrología del Perú (SENAMHI)
- El Instituto Peruano de Energía Nuclear (IPEN)
- El Instituto Tecnológico de la Producción (ITP)

### Universidades públicas y privadas
Al 2025, el Perú cuenta con 100 universidades licenciadas. De ellas, 49 corresponden a gestión pública. En I+D destacan las siguientes:
- Universidad Nacional Mayor de San Marcos (UNMSM)
- Universidad Nacional de Ingeniería (UNI)
- Universidad Nacional Agraria La Molina (UNALM)
- Universidad Nacional de San Antonio Abad del Cusco (UNSAAC)

De las 51 universidades privadas que existen destacan las siguientes:
- Universidad Peruana Cayetano Heredia (UPCH)
- Pontificia Universidad Católica del Perú (PUCP)

### Empresas
Institutos y centros investigación pertenecientes a empresas privadas.

## Organismos que prestan servicios científicos y tecnológicos
Mencionamos solo los principales.
- Instituto Nacional de Innovación Agraria (INIA)
- Comisión Nacional de Investigación y Desarrollo Aeroespacial (CONIDA).
- Instituto Antártico Peruano (IAP)
- Instituto Geográfico Nacional (IGN)
- Instituto de Investigaciones de la Amazonía Peruana (IIAP).
- Instituto del Mar del Perú (IMARPE).
- Instituto Geofísico del Perú (IGP).
- Instituto Geológico, Minero y Metalúrgico (INGEMMET)
- Instituto Nacional de Estadística e Informática (INEI)
- Instituto Nacional de Desarrollo (INADE).
- Instituto Nacional de Investigación y Extensión Agraria (INIEA).
- Instituto Nacional de Investigación y Capacitación de Telecomunicaciones (INICTEL).
- Instituto Nacional de Recursos Naturales (INRENA)
- Instituto Nacional de Salud (INS).
- Instituto Peruano de Energía Nuclear (IPEN).
- Instituto Tecnológico Pesquero (ITP).
- Servicio Nacional de Meteorología e Hidrología del Perú (SENAMHI)
- Servicio Nacional de Sanidad Agraria (SENASA)
- Programa Nacional de Becas y Crédito Educativo (PRONABEC)

## Instalaciones científicas y tecnológicas

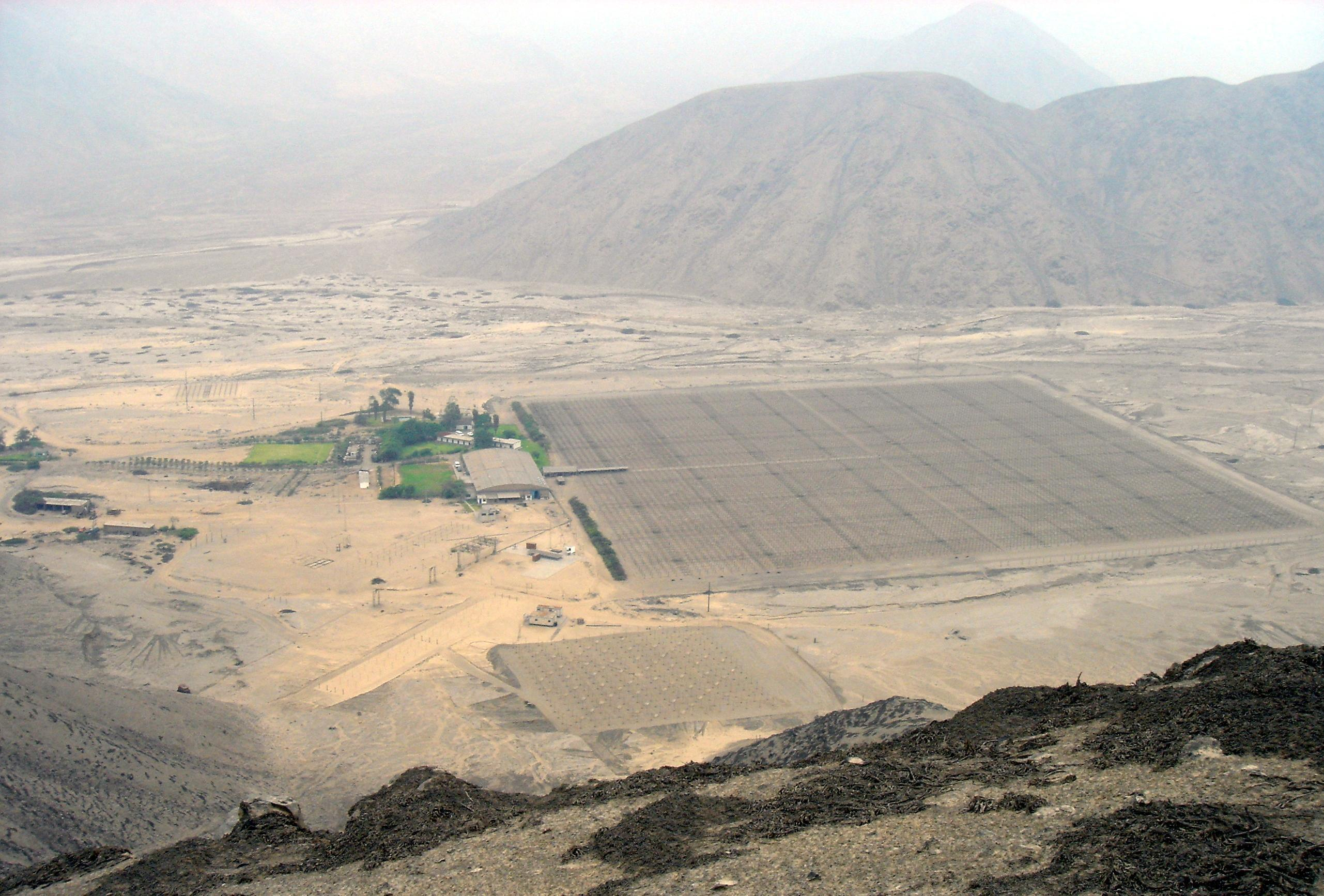
El Radio Observatorio de Jicamarca, una de los más importantes el mundo.

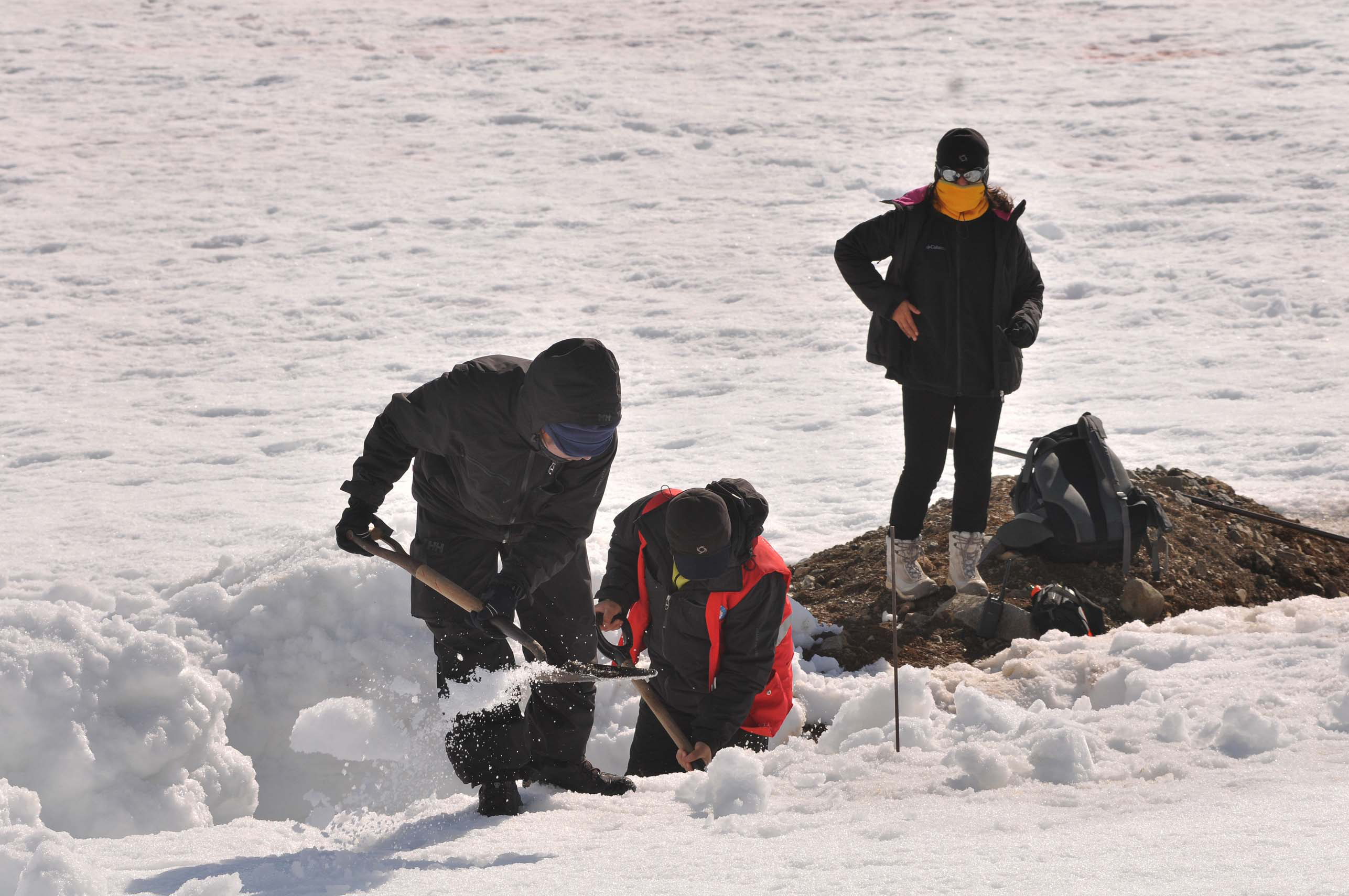
Expedicionarios peruanos en la Antártida en enero de 2015, en la Base Machu Picchu.

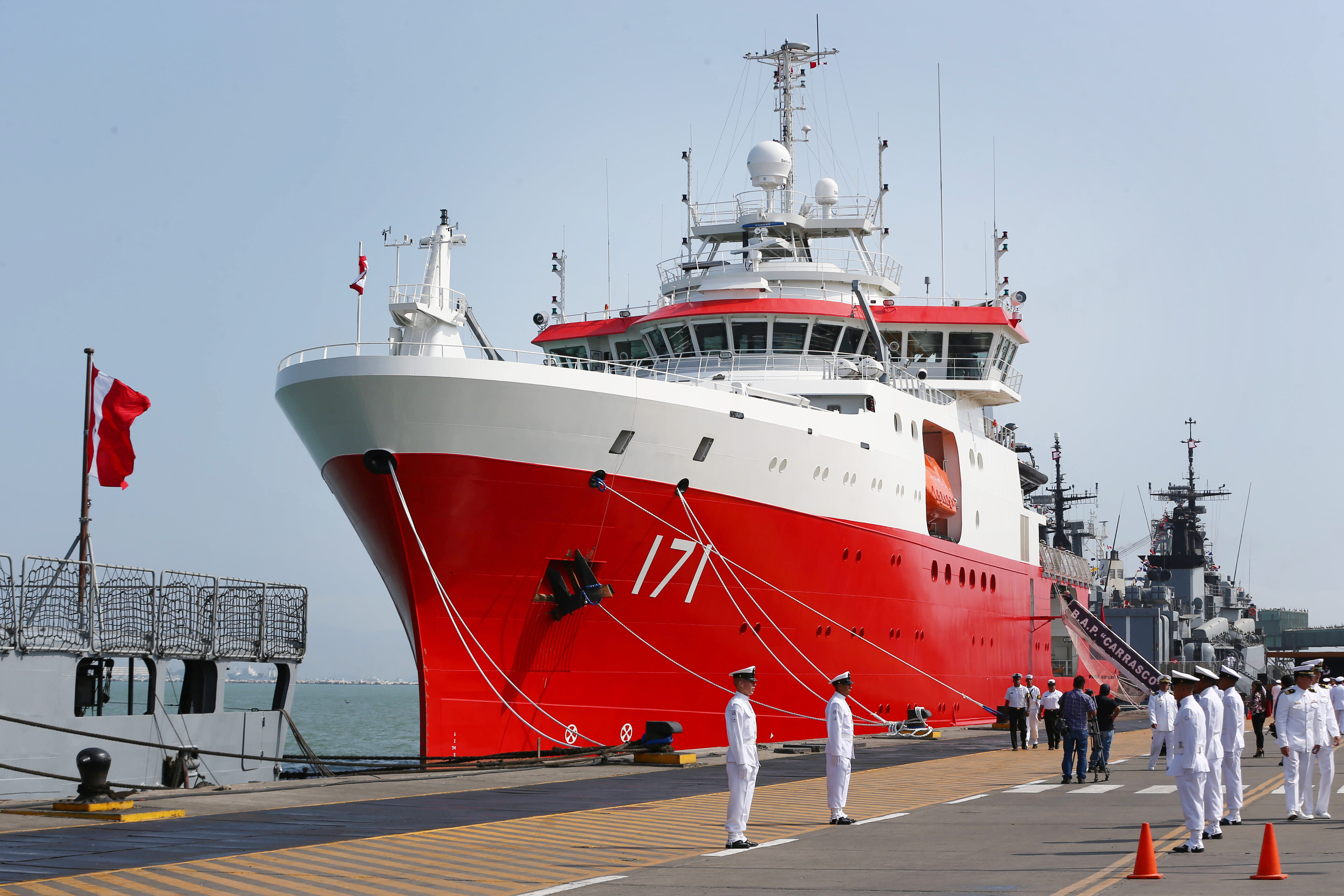
BAP Carrasco (BOP-171) buque peruano de investigación oceanográfica polar antártica.

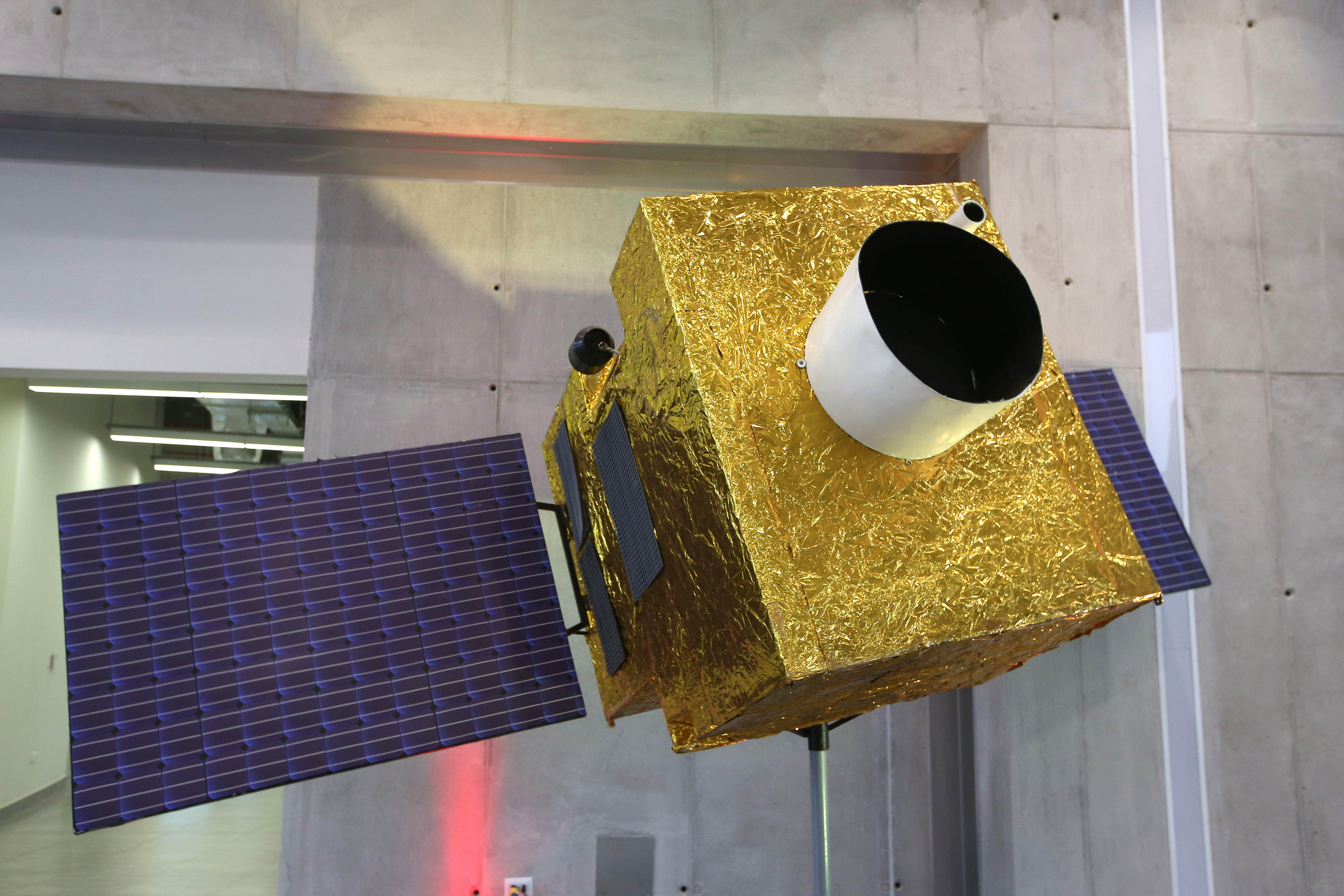
Maqueta que representa al PeruSat-1, el primer satélite peruano de observación terrestre.

- Radio Observatorio de Jicamarca (ROJ), es una estación ecuatorial de la cadena de radio observatorios de dispersión incoherente (ISR, por sus siglas en inglés) del Hemisferio Oeste que se extiende desde Lima (Perú) hasta Søndre Strømfjord (Groenlandia). Se encuentra ubicado al este de Lima, a unos 10 km por la carretera central. Es una de las instalaciones científicas más importantes del mundo para el estudio de la ionosfera ecuatorial.[35] Es uno de los pocos laboratorios de Sudamérica que ofrece a científicos de todo el mundo la posibilidad de llevar a cabo investigaciones de nivel doctoral, de valor reconocido por la comunidad científica internacional.[36]
- Central Nuclear Óscar Miró Quesada de la Guerra, más conocida como El Huarangal, ubicado en el distrito de Carabayllo, Lima, e inaugurado en 1988. Su reactor, de potencia 10 (RP-10), es usado únicamente para la investigación. Entre las funciones más importantes de esta planta, figura la producción de radioisótopos y gammagrafías, que facilitan hacer diagnósticos médicos, así como una mayor precisión en el estudio de los tejidos del cuerpo humano.[37]
- Observatorio Geofísico de Huancayo, inaugurado en 1922, se encuentra situado a 3350 m s. n. m., a 200 km al este de Lima y a 10 km de Huancayo, en la sierra central peruana. En sus instalaciones se realizan investigaciones en sismología, climatología, actividad solar y geomagnetismo.[38][39]
- Observatorio Vulcanológico del Sur (OVS), está ubicado en Arequipa y su función es observar y documentar las manifestaciones geofísicas de los volcanes activos, con la finalidad de desarrollar investigaciones científicas que permitan el pronóstico de erupciones y el desarrollo de planes de prevención de desastres.[40]
- Base Machu Picchu, es una estación de investigación científica instalada en la isla Rey Jorge, Bahía de Almirantazgo, en la Antártida, por ser el Perú miembro consultivo del Tratado Antártico. Erigida a partir de 1989, allí se realizan estudios geológicos, climatológicos, hidrográficos y biológicos. Cuenta con un radar para medir los vientos en las capas más altas de la atmósfera, lo cual proporciona información sobre el deterioro de la capa de ozono.[39]
- Buque de Investigación Científica Humboldt, es una plataforma científica construida mediante un convenio peruano-alemán en los astilleros del SIMA-Callao, y lanzada al mar en 1980. En 1988 realizó la primera expedición científica peruana a la Antártida.[39]
- El BAP Carrasco (BOP-171), es un buque oceanográfico polar de la Marina de Guerra del Perú, que desde mayo de 2017 reemplazó al BIC Humboldt. Cuenta con una capacidad para 110 personas entre tripulantes y personal científico. Tiene por finalidad realizar cruceros de investigación oceanográfica en el dominio marítimo peruano y en la Antártida, donde está la Base Machu Picchu.[41]
- PeruSat-1 es el primer satélite peruano de observación de la Tierra, que fue lanzado al espacio el 15 de septiembre de 2016, desde el puerto espacial de Kourou, en Guayana Francesa. Fue construido en Francia por la empresa Airbus Defence & Space y es operado por la agencia espacial peruana CONIDA. Es uno de los dos componentes del Sistema Satelital Submétrico del mismo nombre; el otro componente es el CNOIS, infraestructura terrestre situada en Punta Lobos, Pucusana, que comprende los equipos necesarios para el control del satélite y la gestión de las imágenes.[42]

## Museos
- Museo Botánico Herbario CPUN “Isidoro Sánchez Vega-UNC” (Cajamarca) [43]
- Museo de Entomología de la Facultad de Ciencias Agrarias de la Universidad Nacional de Cajamarca (Cajamarca)[43]
- Museo de Zoología de la Universidad Nacional de Cajamarca (Cajamarca)[43]
- Museo de Sitio Naval Submarino Abtao (Callao) [44]
- Museo de Historia Natural de la UNMSM (Lima)
- Museo de Historia Natural "Vera Alleman Haeghebaert" - URP (Lima)[45]
- Museo del Cerebro (Lima)[46]
- Museo de Artes y Ciencias "Ing. Eduardo de Habich" (Lima) [47]
- Museo de la Electricidad (Lima)
- Museo Aeronáutico del Perú (Lima)[48]
- Exposición de Aeronaves Históricas de la FAP en el Parque del Aire (Lima) [43]
- Museo de Minerales "Andrés del Castillo" (Lima)[49]
- Museo de Entomología Klaus Raven Büller (Lima)[50]
- Museo de Antropología, Biodiversidad, Agricultura y Alimentación MUNABA (Lima)[51]
- Museo de Historia de la Psiquiatría y Pinacoteca Honorio Delgado (Lima)[43][52]
- Museo de Historia Natural FCCNM Universidad Nacional Federico Villareal (Lima) [43]
- Museo de Mineralogía y Paleontología - UNI (Lima)[43] [53]
- Museo de Robótica y Tecnología del Perú (Lima) [43]
- Museo del Petróleo (Lima)[54]
- Museo Gráfico El Peruano (Lima) [43]
- Museo Histórico de Ciencias Físicas de la Universidad Nacional Mayor de San Marcos (Lima)[55]
- Planetario Nacional del IGP (Lima) [56]